# Egretta
Els martinets (Egretta) són un gènere d'ocells de la família dels ardèids (Ardeidae), que habiten a les zones humides de gran part del món. Als Països Catalans hi viu una de les espècies, el martinet blanc.

## Llistat d'espècies
Aquest gènere se n'ha classificat en 13 espècies:
- martinet negre (Egretta ardesiaca).
- martinet blavós (Egretta caerulea).
- martinet de la Xina (Egretta eulophotes).
- martinet blanc comú (Egretta garzetta).
- martinet dels esculls (Egretta gularis).
- martinet carablanc (Egretta novaehollandiae).
- martinet encaputxat (Egretta picata).
- martinet rogenc (Egretta rufescens).
- martinet sagrat (Egretta sacra).
- martinet blanc americà (Egretta thula).
- martinet tricolor (Egretta tricolor).
- martinet gorja-roig (Egretta vinaceigula).
- martinet dimòrfic (Egretta dimorpha).